# Andrés Zafra
Andrés Zafra Tarazona (Cúcuta, 26 de marzo de 1996) es un jugador colombiano de rugby que juega como lateral de segunda o tercera línea con, CA Brive en el Top 14 . 

## Trayectoria
Andrés Zafra comenzó a jugar rugby a los quince años en la ciudad de Cúcuta, con el club Carboneros. También jugó con la selección colombiana Sub-19 en 2014, durante el torneo Sudamericano, donde fue elegido mejor jugador. Gracias a su tamaño ya sus cualidades técnicas, rápidamente hizo que se hablara de él. En 2015, Mauricio Reggiardo, entonces entrenador del SC Albi en Pro D2 , intentó traerlo a Francia, pero sin éxito por problemas administrativos. Finalmente, fue durante la visita de la asociación Rugby French FlairNote 1 a los jóvenes jugadores de Cúcuta en 2016, que llamó la atención del ex internacional francés Cédric Desbrosse. Este último lo convence de unirse a Francia y al club de SO Givors que entrena y que evoluciona en Federal 34.
Llegó a Francia durante el invierno de 2016 y jugó algunos partidos con Givors durante la segunda mitad de la temporada6. Luego se convirtió en el primer jugador colombiano en evolucionar en Francia. Al mismo tiempo, aprendió francés en tres meses y obtuvo su DUT "Ingeniería y Mantenimiento Industrial" en el IUT Lyon 1. Al final de la temporada, se incorporó al centro de entrenamiento del club vecino Lyon Olympique, que milita en el Top 14. Aunque jugaba principalmente en el Espoir, hizo su primera aparición profesional el 18 de diciembre de 2016 en el European Rugby Challenge Cup ante el Newcastle. También debutó en el Top 14 como suplente, durante un partido ante el FC Grenoble en la última jornada de la temporada 2016-2017. La temporada siguiente no disputó un solo partido profesional y tuvo que conformarse con el Espoir.
Ante la falta de tiempo de juego, fue cedido al SU Agen para la temporada 2018-2019, donde encontró a Mauricio Reggiardo. Luego se integró rápidamente al proyecto Agenais, y tuvo su primera permanencia en el Top 14 el 8 de septiembre de 2018 durante un viaje a Racing 92. Anotó su primer intento unos meses después, durante el viaje victorioso a Castres Olympique, entonces campeón. En febrero de 2019, se anunció que su préstamo se extendía por una temporada más. Al final de su segunda temporada en Agen, dejó oficialmente el Lyon y firmó un contrato de dos temporadas con el SUA. En 2021, tras el descenso de Agen a Pro D2 , decidió quedarse en el Top 14, firmando un contrato de tres temporadas con el CA Brive .